# Globus d'Or a la millor pel·lícula d'animació
El Globus d'Or a la millor pel·lícula d'animació (Golden Globe Award for Best Animated Feature Film) és un premi de cinema atorgat anualment des de 2007 per la Hollywood Foreign Press Association. Va ser la primera vegada que es creava una categoria de Globus d'Or separada per a les pel·lícules d'animació. Les nominacions s'anuncien al gener, i la cerimònia d'entrega de premis té lloc més tard al mateix mes. En un principi només es nominen a la millor animació tres pel·lícules, a diferència de les cinc nominacions de la majoria d'altres premis.

## Guanyadors i nominats
La pel·lícula guanyadora de cada any es mostra sobre fons blau: 
| Any                        | Pel·lícula                       | Nominat(s) | Estudi(s) | Distribuidor(s)                        |
| -------------------------- | -------------------------------- | --- | --- | -------------------------------------- |
| 2006                       | Cars                             | John Lasseter | Pixar Animation Studios                                                                                               | Walt Disney Pictures                   |
| 2006                       | Happy feet: Trencant el gel      | George Miller | Village Roadshow Pictures, Animal Logic, Kennedy Miller Productions                                                   | Warner Bros. Pictures                  |
| 2006                       | Monster House                    | Gil Kenan | ImageMovers, Amblin Entertainment, Relativity Media                                                                   | Columbia Pictures                      |
| 2007                       | Ratatouille                      | Brad Bird | Pixar Animation Studios                                                                                               | Walt Disney Pictures                   |
| 2007                       | Bee Movie                        | Simon J. Smith i Steve Hickner                                                                                        | DreamWorks Animation                                                                                                  | Paramount Pictures                     |
| 2007                       | The Simpsons Movie               | David Silverman | 20th Century Fox Animation, Gracie Films                                                                              | Twentieth Century Fox                  |
| 2008                       | WALL·E                           | Andrew Stanton | Pixar Animation Studios                                                                                               | Walt Disney Pictures                   |
| 2008                       | Bolt                             | Chris Williams i Byron Howard                                                                                         | Walt Disney Animation Studios                                                                                         | Walt Disney Pictures                   |
| 2008                       | Kung Fu Panda                    | Mark Osborne i John Stevenson                                                                                         | DreamWorks Animation                                                                                                  | Paramount Pictures                     |
| 2009                       | Up                               | Pete Docter | Pixar Animation Studios                                                                                               | Walt Disney Pictures                   |
| 2009                       | Pluja de mandonguilles           | Phil Lord and Chris Miller                                                                                            | Sony Pictures Animation                                                                                               | Columbia Pictures                      |
| 2009                       | Coraline                         | Henry Selick | Laika, Pandemonium | Focus Features                         |
| 2009                       | Fantastic Mr. Fox                | Wes Anderson | Fox Animation Studios                                                                                                 | Twentieth Century Fox                  |
| 2009                       | The Princess and the Frog        | John Musker i Ron Clements                                                                                            | Walt Disney Animation Studios                                                                                         | Walt Disney Pictures                   |
| 2010                       | Toy Story 3                      | Lee Unkrich | Pixar Animation Studios                                                                                               | Walt Disney Pictures                   |
| 2010                       | Gru, el meu dolent preferit      | Pierre Coffin i Chris Renaud                                                                                          | Illumination Entertainment                                                                                            | Universal Pictures                     |
| 2010                       | Com ensinistrar un drac          | Chris Sanders i Dean DeBlois                                                                                          | DreamWorks Animation                                                                                                  | Paramount Pictures                     |
| 2010                       | The Illusionist                  | Sylvain Chomet | Pathé, Django Films                                                                                                   | Sony Pictures Classics                 |
| 2010                       | Tangled                          | Nathan Greno i Byron Howard                                                                                           | Walt Disney Animation Studios                                                                                         | Walt Disney Pictures                   |
| 2011                       | The Adventures of Tintin         | Steven Spielberg | Nickelodeon Movies, Amblin Entertainment, WingNut Films, The Kennedy/Marshall Company, Weta Digital, Hemisphere Media | Paramount Pictures i Columbia Pictures |
| 2011                       | Arthur Christmas: operació regal | Sarah Smith | Aardman Animations, Sony Pictures Animation                                                                           | Columbia Pictures                      |
| 2011                       | Cars 2                           | John Lasseter | Pixar Animation Studios                                                                                               | Walt Disney Pictures                   |
| 2011                       | El gat amb botes                 | Chris Miller | DreamWorks Animation                                                                                                  | Paramount Pictures                     |
| 2011                       | Rango                            | Gore Verbinski | Nickelodeon Movies, GK Films, Industrial Light & Magic                                                                | Paramount Pictures                     |
| 2012                       | Brave                            | Mark Andrews i Brenda Chapman                                                                                         | Pixar Animation Studios                                                                                               | Walt Disney Pictures                   |
| 2012                       | Frankenweenie                    | Tim Burton | Walt Disney Pictures                                                                                                  | Walt Disney Studios Motion Pictures    |
| 2012                       | Hotel Transsilvània              | Genndy Tartakovsky | Sony Pictures Animation                                                                                               | Columbia Pictures                      |
| 2012                       | Rise of the Guardians            | Peter Ramsey | DreamWorks Animation                                                                                                  | Paramount Pictures                     |
| 2012                       | Wreck-It Ralph                   | Rich Moore | Walt Disney Animation Studios                                                                                         | Walt Disney Pictures                   |
| 2013                       | Frozen                           | Chris Buck i Jennifer Lee                                                                                             | Walt Disney Animation Studios                                                                                         | Walt Disney Pictures                   |
| 2013                       | Els Croods                       | Kirk DeMicco i Chris Sanders                                                                                          | DreamWorks Animation                                                                                                  | 20th Century Fox                       |
| 2013                       | Despicable Me 2                  | Pierre Coffin i Chris Renaud                                                                                          | Illumination Entertainment, Universal Pictures                                                                        | Universal Pictures]                    |
| 2014                       |                                  | | |                                        |
| How to Train Your Dragon 2 | Dean DeBlois                     | DreamWorks Animation                                                                                                  | 20th Century Fox |                                        |
| Big Hero 6                 | Don Hall i Chris Williams        | Walt Disney Animation Studios                                                                                         | Walt Disney Studios Motion Pictures                                                                                   |                                        |
| The Book of Life           | Jorge Gutierrez                  | Reel FX Creative Studios, 20th Century Fox Animation                                                                  | 20th Century Fox |                                        |
| The Boxtrolls              | Graham Annable i Anthony Stacchi | Laika | Focus Features |                                        |
| The Lego Movie             | Phil Lord i Christopher Miller   | Village Roadshow Pictures, Lego System A/S, Vertigo Entertainment, Lin Pictures, Animal Logic, Warner Animation Group | Warner Bros. Pictures                                                                                                 |                                        |
| 2015                       |                                  | | |                                        |
| Del revés                  | Pete Docter                      | Pixar Animation Studios                                                                                               | Walt Disney Studios Motion Pictures                                                                                   |                                        |
| Anomalisa                  | Charlie Kaufman Duke Johnson     | Starburns Industries Snoot Films                                                                                      | Paramount Pictures |                                        |
| The Good Dinosaur          | Peter Sohn                       | Walt Disney Pictures Pixar Animation Studios                                                                          | Walt Disney Studios Motion Pictures                                                                                   |                                        |
| The Peanuts Movie          | Steve Martino                    | Blue Sky Studios 20th Century Fox Animation Peanuts Worldwide Feigco Entertainment                                    | 20th Century Fox |                                        |
| Shaun the Sheep Movie      | Richard Starzak Mark Burton      | Aardman Animations | StudioCanal |                                        |